# Tu sonrisa
"Tu sonrisa" es el título de una canción escrita e interpretada por el cantautor de género merengue puertorriqueño-estadounidense Elvis Crespo. Fue lanzado como el segundo sencillo de su álbum debut de estudio en solitario Suavemente (1998).

## Rendimiento en listas
"Tu Sonrisa" fue lanzado en las radios estadounidenses en la segunda semana de julio de 1998. Debutó en el puesto 21 en la lista Hot Latin Tracks de EE. UU., mientras que "Suavemente" se mantuvo entre los cinco primeros. "Tu Sonrisa" saltó al número 10 la semana siguiente.  En su tercera semana en la lista, "Tu Sonrisa" subió al número cinco.  En la lista Tropical/Salsa Songs, la canción alcanzó el puesto número uno, dándole a Crespo su segunda canción número uno después de "Suavemente". "Tu Sonrisa" alcanzó el puesto número uno en la lista Hot Latin Tracks en su sexta semana, dándole a Crespo su segundo número uno en la lista.  La canción desplazó a "Te Quiero Tanto Tanto" del grupo mexicano de pop latino Onda Vaselina, mientras que Crespo se convirtió en el primer artista de merengue en tener dos sencillos número uno de Hot Latin Tracks. Después de permanecer una semana en el número uno, "Tu Sonrisa" fue desplazada por " Oye! " de la cantante pop cubana Gloria Estefan .  Sin embargo, la semana siguiente encabezó la lista. Fue desplazado una vez más por el cuarto sencillo de Martin de su álbum Vuelve " Perdido Sin Ti " la semana siguiente.

## Listas
| Lista (1998)                                | Máxima posicion |
| ------------------------------------------- | --------------- |
| U.S. Billboard Hot Latin Tracks             | 1               |
| U.S. Billboard Latin Pop Airplay            | 4               |
| U.S. Billboard Latin Tropical/Salsa Airplay | 1               |

| Chart (1998)                    | Máxima posición |
| ------------------------------- | --------------- |
| U.S. Billboard Hot Latin Tracks | 15              |
| U.S. Billboard Tropical Airplay | 2               |

### Sucesión en las listas
| Predecesor: «Te quiero tanto, tanto» de Onda Vaselina | U.S. Billboard Hot Latin Tracks — Sencillo N°. 1 29 de agosto de 1998 - 4 de septiembre de 1998 | Sucesor: «Oye!» de Gloria Estefan |

| Predecesor: «Se me rompe el alma» de Víctor Manuelle                  | U.S. Billboard Latin Tropical Airplay — Sencillo N°. 1 (Primera vuelta) 8 de agosto de 1998 - 14 de agosto de 1998          | Sucesor: «Corazón encadenado» de Gisselle featuring. Sergio Vargas |
| Predecesor: «Corazón encadenado» de Gisselle featuring. Sergio Vargas | U.S. Billboard Latin Tropical Airplay — Sencillo N°. 1 (Segunda vuelta) 22 de agosto de 1998 - 4 de septiembre de 1998      | Sucesor: «Oye!» de Gloria Estefan                                  |
| Predecesor: «Oye!» de Gloria Estefan                                  | U.S. Billboard Latin Tropical Airplay — Sencillo N°. 1 (Tercera vuelta) 12 de septiembre de 1998 - 25 de septiembre de 1998 | Sucesor: «Contra la corriente» de Marc Anthony                     |